# La Vanguardia
La Vanguardia è un quotidiano edito in lingua spagnola e dal 2011 anche in lingua catalana, pubblicato a Barcellona, di idee liberali e moderatamente catalaniste.
Nato nel 1881 come organo del Partito Liberale, fu durante la Guerra civile organo ufficioso della Generalitat; sotto il franchismo fu rinominata La Vanguardia Española. Oggi è il giornale più venduto in Catalogna e la sua versione web è la più letta in tutta la Spagna.

## Storia

### Primi anni (1888-1938)

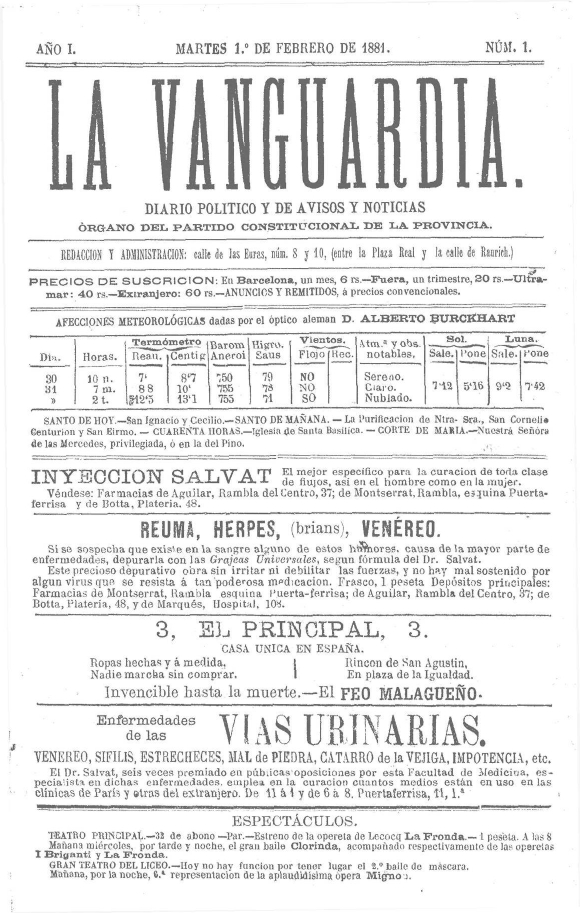
Primo numero del giornale.

Il primo numero de La Vanguardia fu pubblicato il 1º febbraio 1881, inizialmente come organo della sezione del Partito Liberale nella provincia di Barcellona. Prendeva il nome da un settimanale repubblicano-federalista di breve vita, fondato dopo la Rivoluzione del 1868, e aspirava a essere strumentale ad una vittoria liberale alle elezioni municipali. Nel 1888, con l'inizio dell'Esposizione Universale, La Vanguardia si presentò in un nuovo formato, come giornale indipendente e svincolato dai liberali, sebbene sempre vicino alla loro ideologia. Sotto la direzione di Modesto Sánchez Ortiz, il giornale diede spazio a giovani artisti e intellettuali, tra i quali Rusiñol, Alas, Unamuno e altri della Generazione del '98.
A partire dal 1903, il giornale trasferì la propria sede a carrer Pelai 28, un edificio modernista, e rinnovò la propria composizione. In quegli anni divenne il giornale più letto in Catalogna (oltre 80 000 copie) e il primo giornale spagnolo con corrispondenti da Parigi e Berlino. Sotto la direzione di Agustí Calvet, negli anni Venti, La Vanguardia si consolidò come primo giornale spagnolo e tra i principali in Europa.
Nel 1931 morì Ramón Godó, cui succedette il figlio Carlos Godó Valls. Durante il periodo della Seconda Repubblica Spagnola, il giornale si mantenne su una linea catalanista e liberale, vicina alle istanze della Lliga Catalana di Francesc Cambó.
Con l'inizio della Guerra Civile, il giornale fu sequestrato e divenne il principale organo di espressione della Generalitat de Catalunya di Lluís Companys. Più tardi, verso il 1938, fece da organo de facto del Governo della Repubblica Spagnola, rifugiatosi a Barcellona.  Durante questa fase il giornale godette dei contributi di intellettuali come Antonio Machado, Il'ja Grigor'evič Ėrenburg, Max Aub e André Malraux.

### La VanguardiaEspañola(1938-1978)

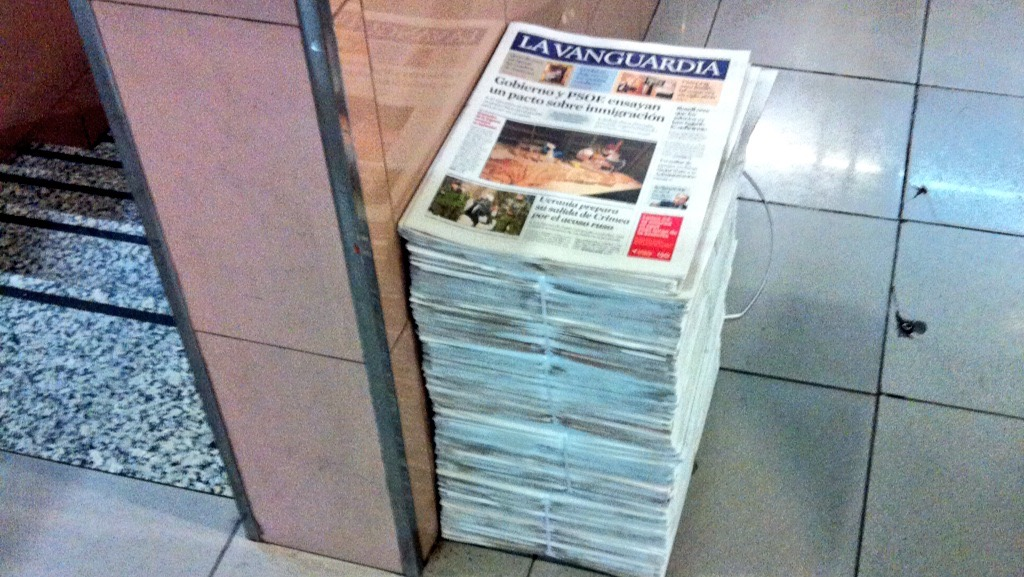
Una pila di giornali.

Con la vittoria franchista, Carlos Godó Valls recuperò la proprietà del giornale. Fu però costretto a cambiarne il nome e a condannare all'oblio le 773 edizioni pubblicate durante il periodo repubblicano. Il regime gli affiancò due quotidiani vincolati al Movimiento Nacional, La Prensa e Solidaridad Nacional.
Durante la Seconda guerra mondiale la sezione Esteri del giornale, guidata da Santiago Nadal, fu favorevole agli Alleati.
Quando nel 1959 il direttore imposto da Franco, Luis de Galinsoga, irato per aver assistito a un'omelia messale in lingua catalana, ebbe a dire "tutti i catalani sono delle merde", il giornale fu oggetto di una campagna di boicottaggio, guidata tra gli altri dal giovane Jordi Pujol.
Negli anni Sessanta si susseguirono alla direzione Manuel Aznar (uomo del regime, impiegato nella delegazione spagnola all'ONU), Javier de Echarri e Horacio Sáenz Guerrero. Sotto la direzione di quest'ultimo cominciarono a collaborare col giornale personalità come Ramón Trías Fargas e Joan Fuster. Il 16 agosto 1978, il giornale tornò a chiamarsi La Vanguardia.

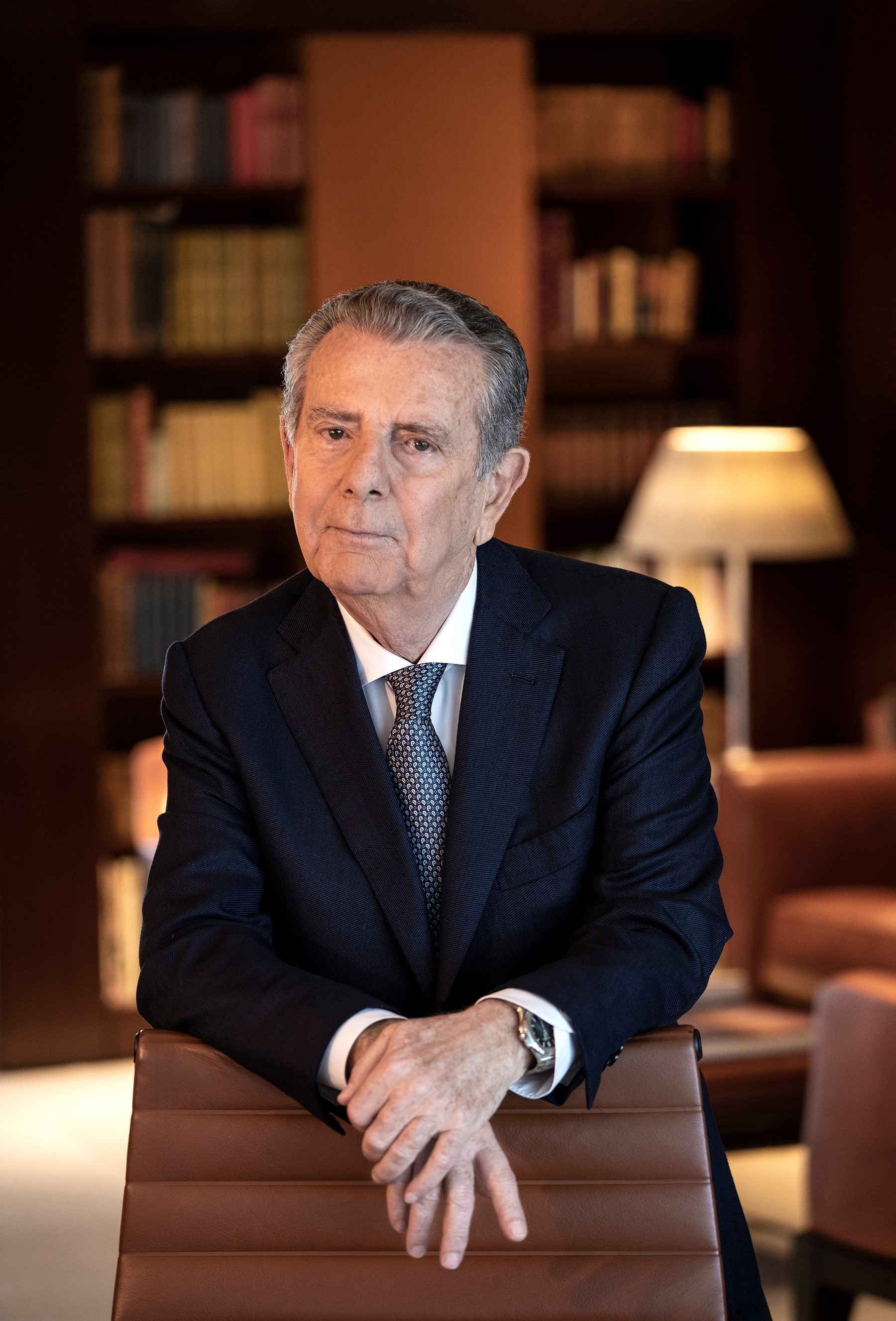
Javier Godó, III Conte di Godó.

### Anni recenti

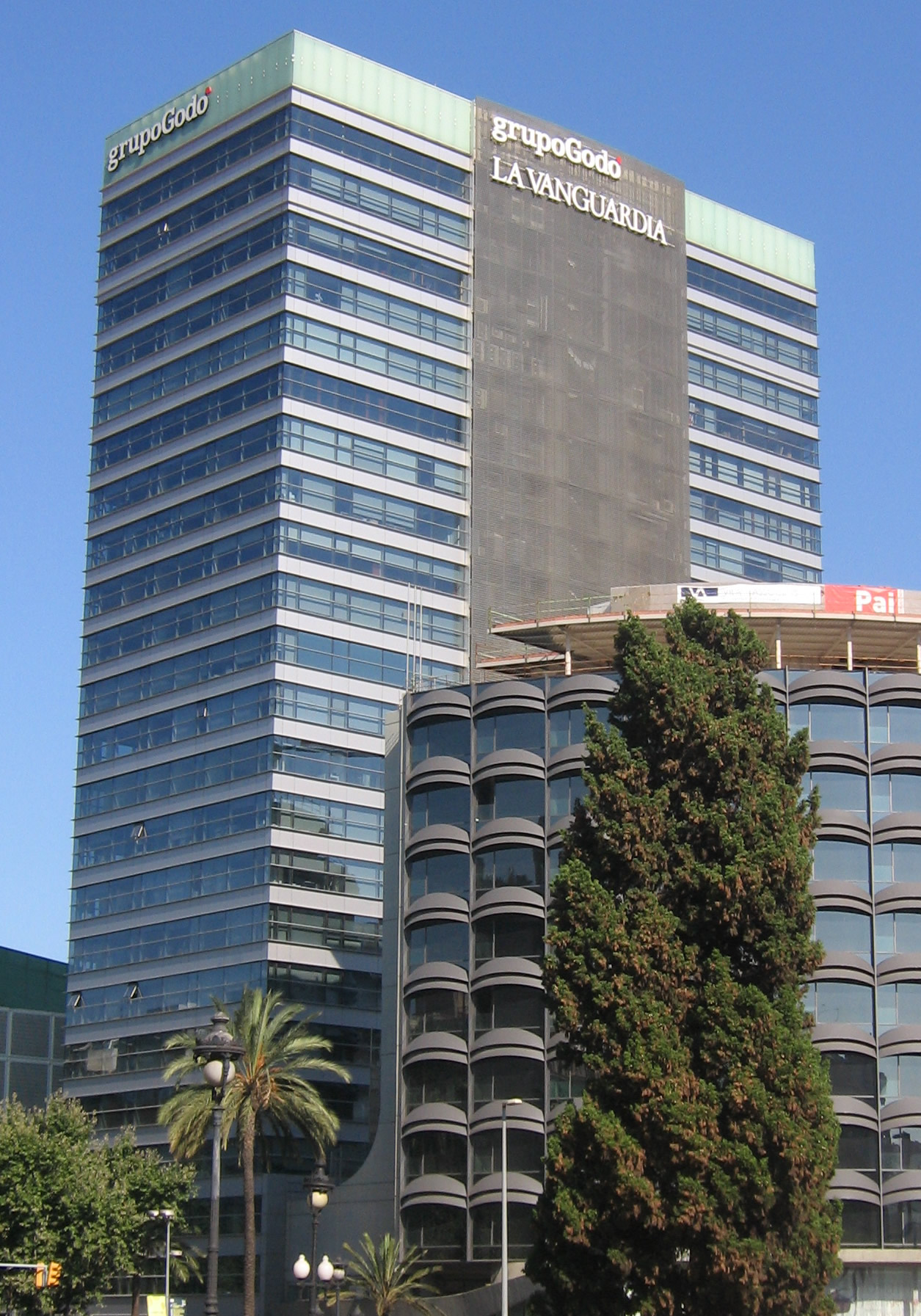
Sede attuale de La Vanguardia.

Nel 1981 celebrò il proprio centenario con una riorganizzazione tecnologica fortemente voluta dal nuovo proprietario, Javier Godó. Nel giugno 1995 nacque il sito web de La Vanguardia.
Con la direzione di José Antich, il giornale si allineò con la tendenza sovranista della Convergenza di Artur Mas. Il 3 maggio 2011 debuttò l'edizione in lingua catalana del giornale, con gli stessi contenuti della versione in lingua castigliana.
Sotto Màrius Carol, La Vanguardia ha assunto una posizione più moderata, gradualista ed equidistante rispetto ai blocchi indipendentista e unionista, sostenendo un approccio catalanista moderato e liberale.